# 천연가스 저장시설

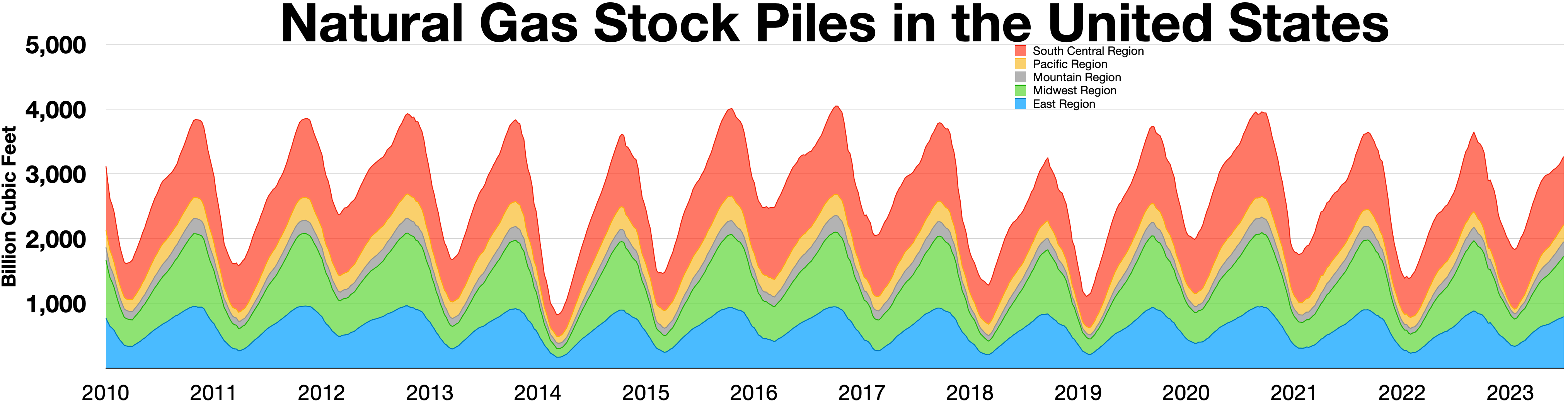
천연가스 비축량은 11월 초에 최고조에 달한다.
남중부 지역
태평양 지역
산악 지역
중서부 지역
동부 지역

천연가스는 나중에 소비하기 위해 천연가스 저장 시설에 무기한 보관할 수 있는 상품이다.

## 용도
가스 저장은 주로 부하 변동을 충족시키는 데 사용된다. 가스는 수요가 낮은 기간에 저장고로 주입되고, 최고 수요 기간에 저장고에서 인출된다. 또한 다음과 같은 다양한 부차적인 목적으로도 사용된다.
- 파이프라인 시스템의 흐름 균형 유지. 이는 주요 송유관 회사에서 파이프라인 압력을 설계 매개변수 내로 유지하여 파이프라인의 운영 무결성을 유지하기 위해 수행한다.
- 계약적 균형 유지. 송유관 운송업체는 저장된 가스를 사용하여 파이프라인 시스템에 공급하는 양과 인출하는 양을 유지한다. 이러한 저장 시설에 접근할 수 없으면 불균형 상황은 막대한 벌금으로 이어질 것이다.
- 수요 변동 기간 동안 생산량 평준화. 생산자들은 수요가 낮은 여름철에 즉시 판매할 수 없는 가스를 저장하고, 수요가 높은 겨울철에 공급하기 위해 저장 시설을 사용한다.
- 시장 투기. 생산자 및 마케터는 가스 저장을 투기 도구로 사용하여, 가격이 미래에 오를 것이라고 믿을 때 가스를 저장하고, 그 수준에 도달하면 판매한다.
- 예기치 못한 사고에 대비한 보험. 가스 저장은 천연가스의 생산 또는 공급에 영향을 미칠 수 있는 허리케인과 같은 자연적 요인 또는 생산 또는 유통 시스템의 오작동과 같은 사고에 대비한 보험으로 사용될 수 있다.
- 규제 의무 이행. 가스 저장은 규제 기관의 요구에 따라 최저 비용으로 소비자에게 가스 공급의 신뢰성을 어느 정도 보장한다. 이것이 규제 기관이 저장 재고 수준을 모니터링하는 이유이다.
- 가격 변동성 감소. 가스 저장은 시장 센터에서 상품 유동성을 보장한다. 이는 천연가스 가격 변동성과 불확실성을 억제하는 데 도움이 된다.
- 천연가스 수요 변화 상쇄. 가스 저장 시설은 천연가스 수요 변화로 인해 그 중요성이 더욱 커지고 있다. 첫째, 한때 겨울 최고 수요를 충족했던 전통적인 공급원은 더 이상 수요를 따라잡을 수 없다. 둘째, 가스 발전 발전소를 통한 전기 생산으로 인해 여름철 천연가스 최고 수요가 증가하고 있다.

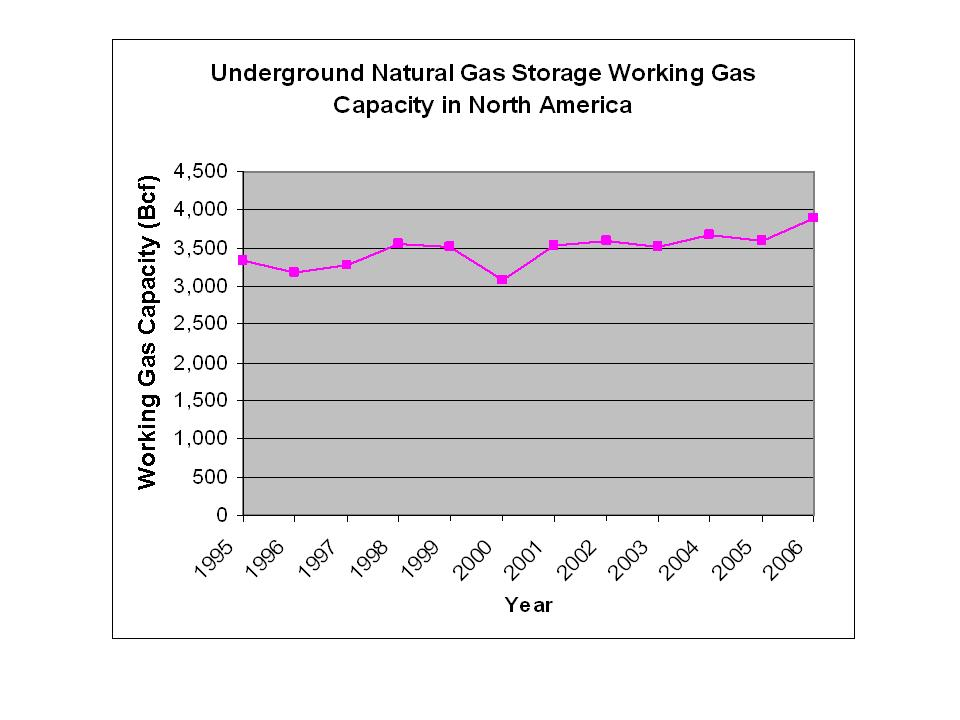
데이터 출처.

## 측정 및 정의
지하 저장 시설의 부피를 정의하고 측정하는 데 여러 지표가 사용된다.
- 총 가스 저장 용량: 저장 시설에 저장할 수 있는 천연가스의 최대 부피이다. 이는 저장소 부피와 같은 여러 물리적 요인과 사용되는 운영 절차 및 엔지니어링 방법에 따라 결정된다.
- 총 저장 가스량: 특정 시점에 시설에 저장된 가스의 총 부피이다.
- 기저 가스(완충 가스라고도 함): 인출 시즌 내내 적절한 압력과 공급률을 유지하기 위해 저장소의 영구 재고로 의도된 가스 부피이다.
- 작동 가스 용량: 총 가스 저장 용량에서 기저 가스를 뺀 값이다.
- 작동 가스: 총 저장 가스량에서 기저 가스를 뺀 값이다. 작동 가스는 특정 시점에 시장에서 사용할 수 있는 가스 부피이다.
- 물리적으로 회수 불가능한 가스: 저장 시설의 지층에 영구적으로 박혀 추출할 수 없는 가스량이다.
- 순환율: 특정 기간 동안 저장소의 작동 가스 부피가 회전될 수 있는 평균 횟수이다. 일반적으로 사용되는 기간은 1년이다.
- 공급 가능성: 저장 시설에서 매일 공급(인출)할 수 있는 가스량의 척도이다. 이는 공급률, 인출률 또는 인출 용량이라고도 하며 일반적으로 매일 공급할 수 있는 수백만 입방피트의 가스로 표현된다.
- 주입 용량(또는 속도): 저장 시설에 매일 주입할 수 있는 가스량이다. 이는 공급 가능성의 보완이라고 생각할 수 있다. 주입률 또한 일반적으로 매일 공급할 수 있는 수백만 입방피트의 가스로 측정된다.

위의 측정값은 주어진 저장 시설에 대해 고정되어 있지 않다. 예를 들어, 공급 가능성은 저장소에 있는 가스의 양, 압력 등 여러 요인에 따라 달라진다. 일반적으로 저장 시설의 공급률은 저장소에 있는 총 가스량에 비례하여 변한다. 저장소가 가득 찼을 때 가장 높고 가스가 인출됨에 따라 감소한다. 저장 시설의 주입 용량도 가변적이며 공급 가능성에 영향을 미치는 요인과 유사한 요인에 따라 달라진다. 주입률은 저장된 총 가스량에 반비례하여 변한다. 저장소가 거의 비어 있을 때 가장 높고 더 많은 가스가 주입됨에 따라 감소한다. 저장 시설 운영자는 운영 매개변수를 변경할 수도 있다. 예를 들어, 이는 저장 용량의 최대치를 증가시키거나, 수요가 매우 높을 때 기저 가스를 인출하거나, 기술 발전이나 엔지니어링 절차가 허용하는 경우 기저 가스를 작동 가스로 재분류할 수 있게 한다.

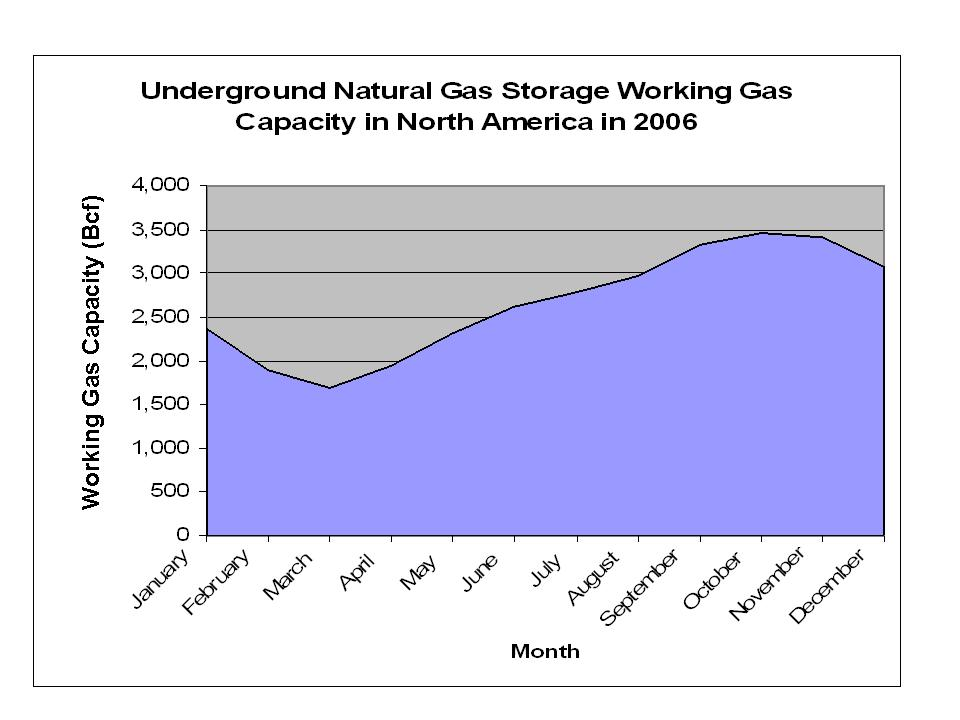
데이터 출처.

## 유형

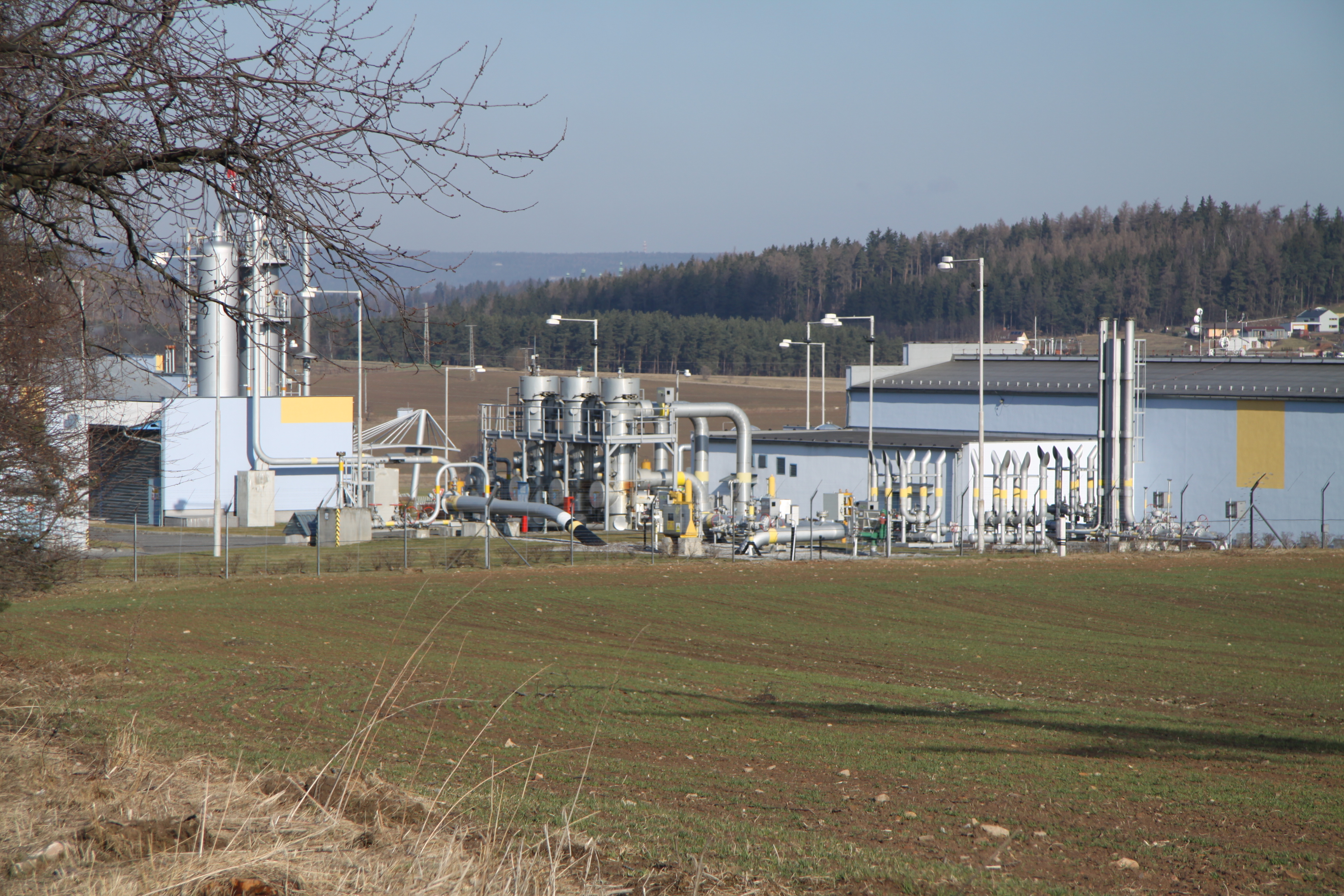
밀린 마을 근처 체코의 지하 천연가스 저장 시설 장비.

가장 중요한 가스 저장 유형은 지하 저장고이다. 주요 유형은 고갈된 가스 저장소, 대수층 저장소, 소금 동굴 저장소의 세 가지이다. 각 유형은 특정 응용 분야에 대한 특정 저장 유형의 적합성을 결정하는 고유한 물리적 및 경제적 특성을 가지고 있다.

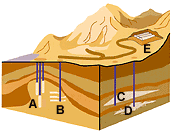
천연가스는 지하 (A) 소금 형성, (C) 대수층 저장소 및 (D) 고갈된 저장소에 저장된다.

### 고갈된 가스 저장소
이것들은 천연가스 지하 저장의 가장 중요하고 일반적인 형태이다. 이들은 경제적으로 회수 가능한 가스의 전부 또는 일부를 생산한 천연가스전의 저장층이다. 고갈된 저장층은 입자 사이의 공극 공간에 충분한 양의 주입된 천연가스(높은 공극률을 통해)를 쉽게 저장할 수 있어야 하고, 충분한 경제적 속도(높은 투과성을 통해)로 천연가스를 저장하고 공급할 수 있어야 하며, 천연가스가 다른 지층으로 이동하여 손실되지 않도록 봉인되어야 한다. 또한 암석(저장층과 봉인 모두)은 천연가스가 저장층으로 주입될 때 압력 증가와 역으로 천연가스가 생산될 때 압력 하락의 반복적인 순환을 견딜 수 있어야 한다.
위 기준을 충족하는 시설을 사용하는 것은 경제적으로 매력적이다. 이는 가스전의 생산 수명으로부터 남아있는 추출 및 유통 인프라를 적절한 수정과 함께 재사용할 수 있게 하여 초기 비용을 절감하기 때문이다. 고갈된 저장소는 또한 지질학자와 석유 엔지니어에 의해 지질학적 및 물리적 특성이 이미 연구되었고 일반적으로 잘 알려져 있기 때문에 매력적이다. 결과적으로 고갈된 저장소는 일반적으로 세 가지 유형의 지하 저장소 중 가장 저렴하고 개발, 운영 및 유지 관리가 가장 쉽다.
고갈된 저장소의 작동 압력을 유지하기 위해, 지층 내 천연가스의 약 50%가 완충 가스로 유지되어야 한다. 그러나 고갈된 저장소는 이전에 천연가스와 탄화수소로 채워져 있었기 때문에, 물리적으로 회수 불가능한 가스를 주입할 필요가 없다. 이는 이미 지층 내에 존재하기 때문이다. 이는 이러한 유형의 시설에 추가적인 경제적 이점을 제공하며, 특히 가스 비용이 높을 때 더욱 그렇다. 일반적으로 이러한 시설은 단일 연간 주기로 운영된다. 가스는 비수기인 여름철에 주입되고, 최고 수요가 있는 겨울철에 인출된다.
고갈된 가스전이 경제적으로 실행 가능한 저장 시설이 될지 여부를 결정하는 여러 요인이 있다.
- 저장소는 요구되는 수요를 충족시키기 위한 저장 및 생산을 허용할 수 있는 충분한 공극률과 투과성을 갖추어야 한다.
- 천연가스는 효과적인 봉인에 의해 보존되어야 하며, 그렇지 않으면 회수할 수 없는 손실량이 발생할 것이다.
- 고갈된 저장소 및 현장 인프라는 가스 시장과 가까워야 한다.
- 기존 인프라는 필요한 압력과 속도로 가스를 주입하고 생산하는 장비를 개조하는 데 적합해야 한다.

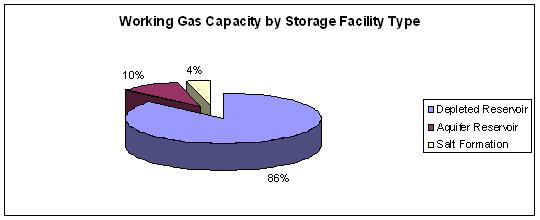
데이터 출처.

### 대수층 저장소
대수층은 지하의 다공성 및 투과성 암석 지층으로, 천연수 저장고 역할을 한다. 어떤 경우에는 천연가스 저장에 사용될 수 있다. 일반적으로 이러한 시설은 고갈된 저장소와 마찬가지로 단일 연간 주기로 운영된다. 대수층 지층의 지질학적 및 물리적 특성은 사전에 알려져 있지 않으며, 이를 조사하고 천연가스 저장에 대한 대수층의 적합성을 평가하는 데 상당한 투자가 필요하다.
대수층이 적합하다면, 모든 관련 인프라를 처음부터 개발해야 하므로 고갈된 저장소에 비해 개발 비용이 증가한다. 여기에는 우물, 추출 장비, 파이프라인, 탈수 시설, 그리고 possibly 압축 장비 설치가 포함된다. 대수층은 초기에는 물을 포함하고 있으므로 지층 내에 자연적으로 발생하는 가스가 거의 없거나 전혀 없으며, 주입된 가스 중 일부는 물리적으로 회수할 수 없다. 결과적으로 대수층 저장은 일반적으로 고갈된 저장소보다 훨씬 더 많은 완충 가스를 필요로 한다. 총 가스량의 최대 80%에 달한다. 대부분의 대수층 저장 시설은 천연가스 가격이 낮았을 때 개발되었으며, 이는 이 완충 가스가 희생하기에 저렴했다는 것을 의미한다. 가스 가격이 상승함에 따라 대수층 저장은 개발 비용이 더 비싸진다.
위 요인들의 결과로 대수층 저장 시설 개발은 일반적으로 시간이 오래 걸리고 비용이 많이 든다. 대수층은 일반적으로 가장 바람직하지 않고 가장 비싼 유형의 천연가스 저장 시설이다.

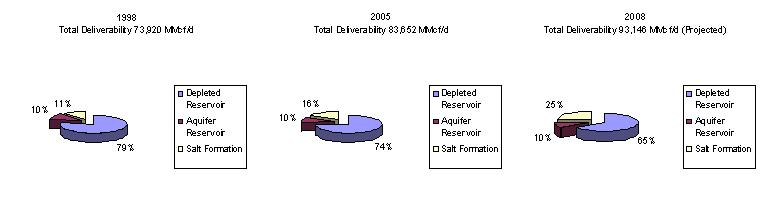
유형별 천연가스 저장 시설의 총 공급량, 1998년, 2005년, 2008년.

### 소금 형성
지하 소금 지층은 천연가스 저장에 매우 적합하다. 소금 동굴은 주입된 천연가스가 특별히 추출되지 않는 한 저장소에서 거의 빠져나가지 못하게 한다. 소금 동굴의 벽은 저장 시설의 수명 동안 강하고 가스에 불투과성이다.
소금 지형이 발견되어 가스 저장 시설 개발에 적합하다고 판단되면, 소금 지형 내에 동굴이 생성된다. 이는 용해 채굴 과정을 통해 이루어진다. 신선한 물이 시추공을 통해 소금으로 펌프질된다. 소금의 일부가 용해되어 빈 공간을 남기고, 이제 소금물이 된 물은 다시 지표면으로 펌프질된다. 이 과정은 동굴이 원하는 크기가 될 때까지 계속된다. 일부는 높이 800m, 직경 50m로 부피가 약 50만 m3에 달한다. 일단 생성되면, 소금 동굴은 높은 공급 능력을 가진 지하 천연가스 저장 용기를 제공한다. 완충 가스 요구량은 낮으며, 일반적으로 총 가스 용량의 약 33%이다.
소금 동굴은 고갈된 가스 저장소 및 대수층 저장 시설보다 훨씬 작다. 소금 동굴 시설은 고갈된 가스 저장 시설이 차지하는 면적의 100분의 1에 불과할 수 있다. 결과적으로 소금 동굴은 기저 부하 저장 요구 사항을 충족하는 데 필요한 대량의 가스를 담을 수 없다. 그러나 소금 동굴의 공급 능력은 대수층이나 고갈된 저장소보다 훨씬 높다. 이를 통해 소금 동굴에 저장된 가스를 더 쉽고 빠르게 인출하고 보충할 수 있다. 이러한 빠른 순환 시간은 비상 상황이나 예상치 못한 수요 급증의 짧은 기간 동안 유용하다.
작동 가스 1천 입방피트당 비용 기준으로 고갈된 유전 전환보다 건설 비용이 더 비싸지만, 매년 여러 번의 인출 및 주입 주기를 수행할 수 있는 능력은 실질적인 비용을 줄여준다.

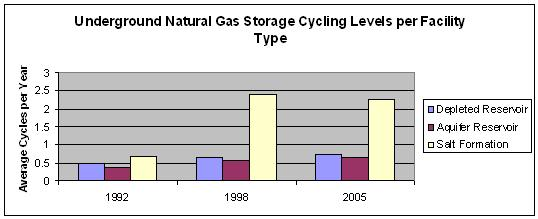
데이터 출처.

| 유형          | 완충 가스 | 주입 기간 (일) | 인출 기간 (일) |
| ------------- | --------- | -------------- | -------------- |
| 고갈된 저장소 | 50%       | 200-250        | 100-150        |
| 대수층 저장소 | 50%-80%   | 200-250        | 100-150        |
| 소금 형성     | 20%-30%   | 20-40          | 10-20          |

### 기타
다음과 같은 다른 유형의 저장도 있다.

#### 액화 천연 가스

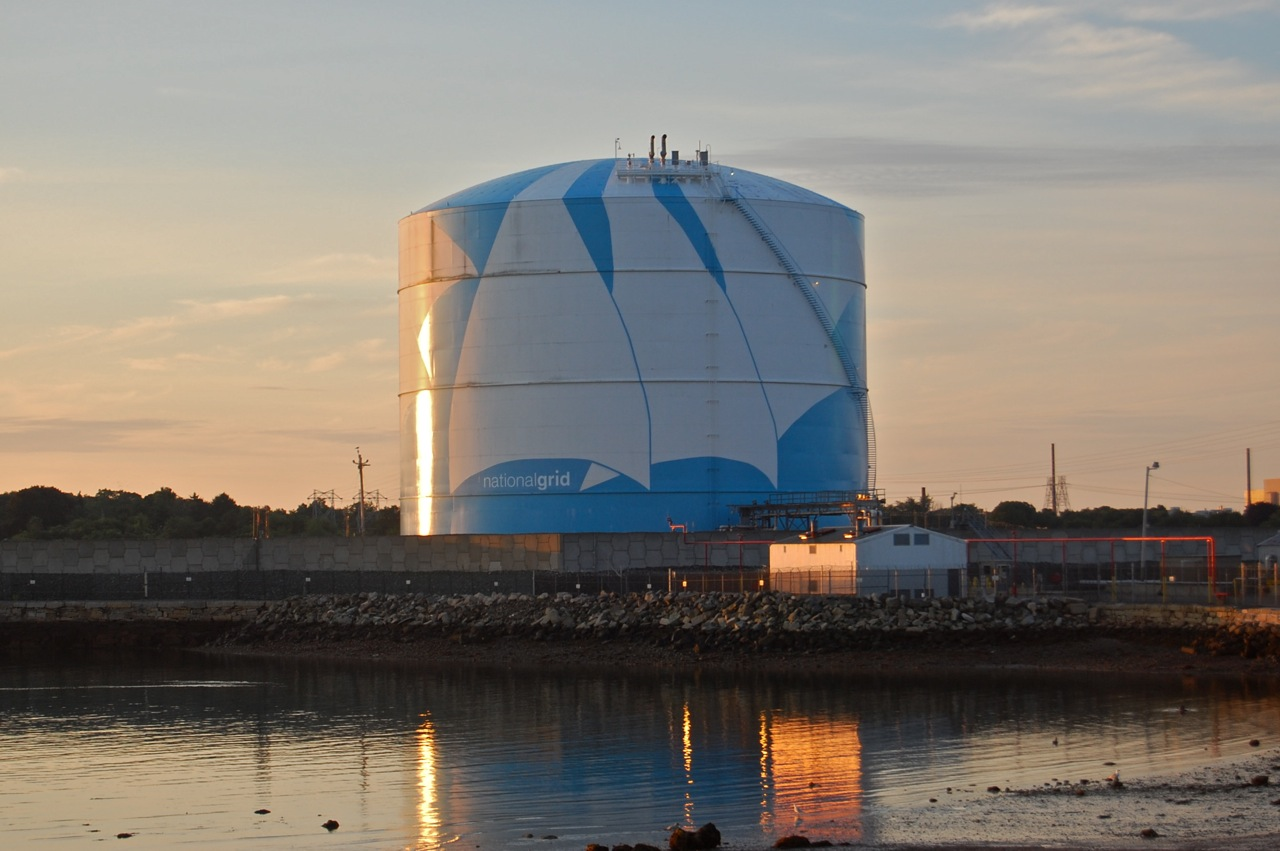
매사추세츠주의 액화천연가스 저장 탱크.

액화 천연 가스 (LNG) 시설은 시장 수요가 파이프라인 공급 능력을 초과하는 최고 수요 기간 동안 공급 능력을 제공한다. LNG 저장 탱크는 지하 저장에 비해 여러 가지 장점을 가지고 있다. 약 -163°C(-260°F)에서 액체 상태로, 지하에 저장된 가스보다 약 600배 적은 공간을 차지하며, LNG 저장 시설은 일반적으로 시장과 가까운 곳에 위치하고 일부 고객에게 파이프라인 통행료를 피하면서 트럭으로 운송될 수 있기 때문에 매우 짧은 시간 내에 높은 공급 능력을 제공한다. 완충 가스가 필요 없고 전 세계 공급원에 접근할 수 있다. 그러나 LNG 시설은 새로운 지하 저장 시설을 개발하는 것보다 건설 및 유지 보수 비용이 더 많이 든다.

#### 파이프라인 용량
가스는 라인 패킹이라는 과정을 통해 파이프라인 시스템에 일시적으로 저장될 수 있다. 이는 압력을 높여 파이프라인에 더 많은 가스를 채워 넣는 방식으로 이루어진다. 수요가 많을 때, 생산 지역에서 주입되는 가스보다 시장 지역의 파이프라인에서 더 많은 양의 가스를 인출할 수 있다. 이 과정은 일반적으로 다음 날의 최고 수요를 충족시키기 위해 비수기에 수행된다. 이 방법은 전통적인 지하 저장고의 일시적인 단기 대체재를 제공한다.

#### 가스 홀더

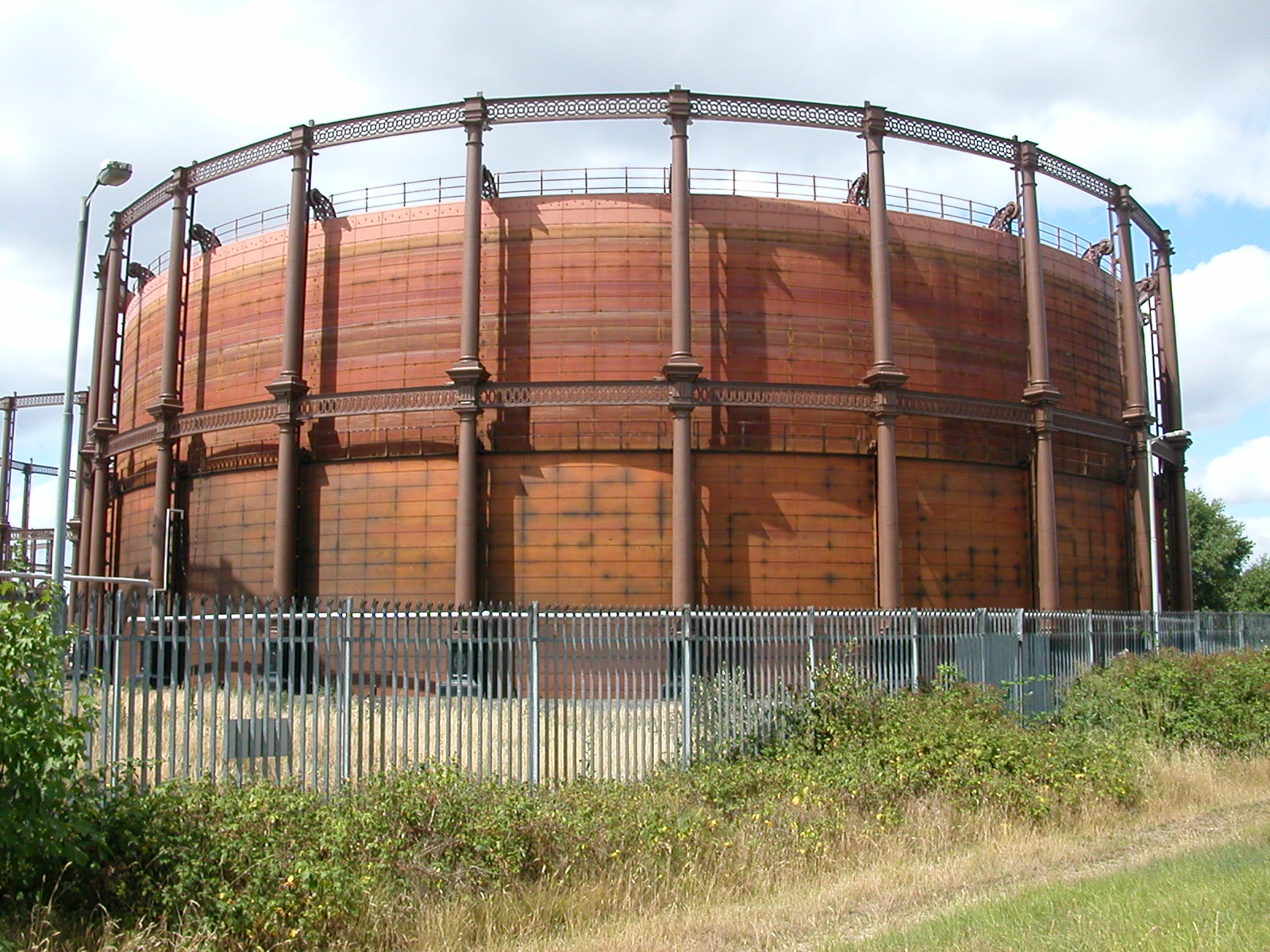
런던 웨스트햄에 있는 오래된 기둥 안내식 가스 홀더

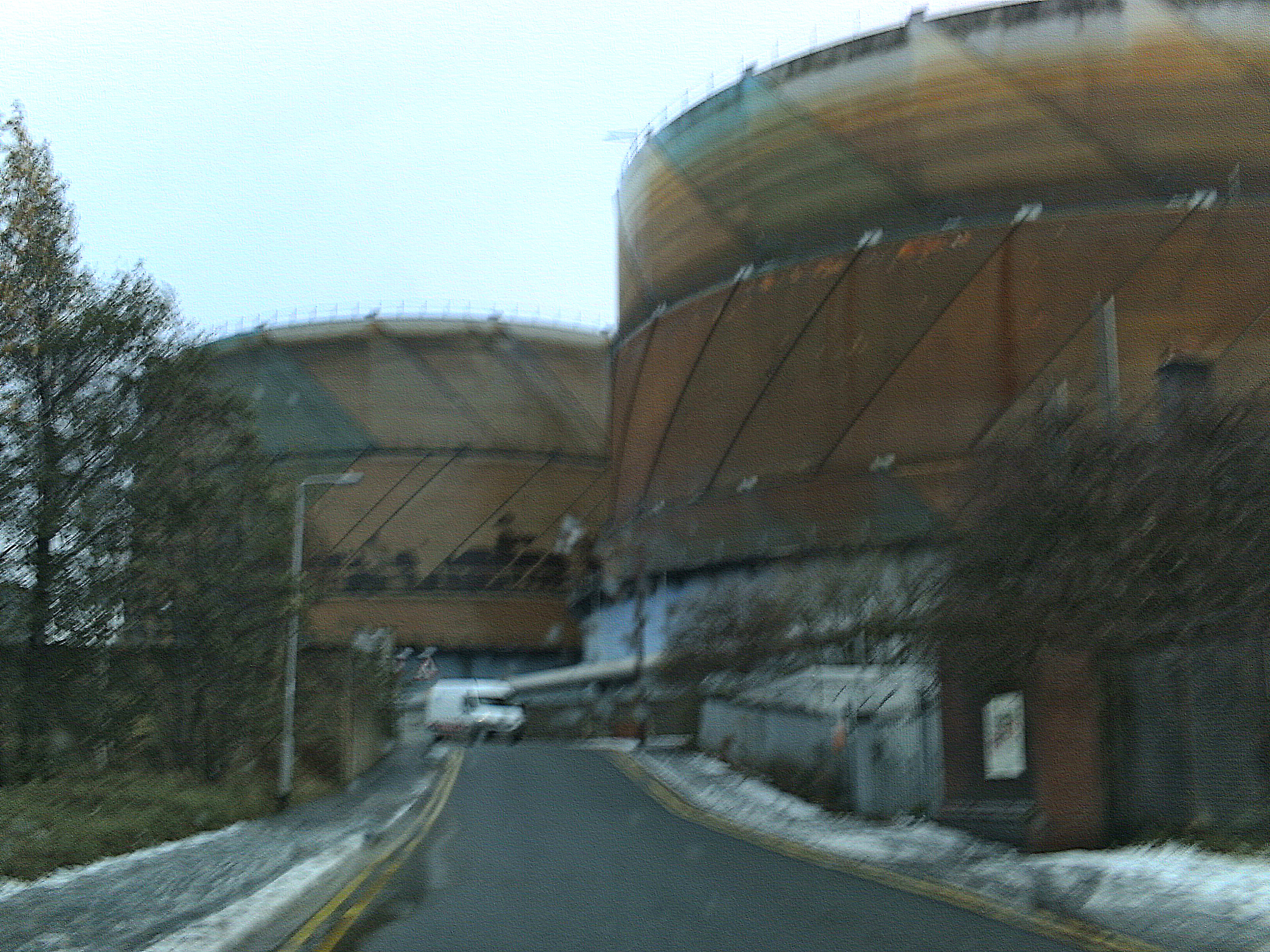
리즈 훈슬렛에 있는 1960년대에 지어진 나선 안내식 가스 홀더

가스는 가스 홀더 (또는 가스미터)에 지상에서 저장될 수 있으며, 주로 장기 저장이 아닌 균형 유지를 위해 사용되며, 빅토리아 시대부터 행해져 왔다. 이것들은 지역 압력으로 가스를 저장하므로, 피크 시간대에 매우 빠르게 추가 가스를 공급할 수 있다. 가스 홀더는 아마도 영국과 독일에서 가장 많이 사용될 것이다.
가스 홀더는 두 가지 종류가 있다. 하나는 기둥 안내식으로, 홀더의 위치와 상관없이 항상 보이는 큰 프레임에 의해 위로 안내된다. 다른 하나는 나선 안내식으로, 프레임이 없고 이전 리프트의 동심원 레일에 의해 위로 안내된다.
아마도 가장 유명한 영국 가스 홀더는 런던의 오벌 크리켓 경기장을 내려다보는 큰 기둥 안내식 "오벌 가스 홀더"일 것이다. 가스 홀더는 빅토리아 시대 초부터 영국에서 건설되었다. 킹스 크로스 (런던) 및 킹스턴어폰헐의 세인트 마크스 거리와 같은 많은 가스 홀더는 건설에 용접이 사용되기 이전에 지어졌기 때문에 완전히 리벳으로 고정되어 있다. 영국에서 마지막으로 건설된 것은 1983년이었다.

## 소유자

### 주간 파이프라인 회사
주간 파이프라인 회사들은 장거리 송유관의 부하 균형 및 시스템 공급 관리를 수행하기 위해 지하 저장 시설에 크게 의존한다. 그러나 연방 에너지 규제 위원회 규정은 이러한 회사들이 해당 목적에 사용되지 않는 나머지 용량을 제3자에게 개방하도록 요구한다. 현재 25개의 주간 회사가 172개의 지하 천연가스 저장 시설을 운영하고 있다. 2005년 이들의 시설은 미국 전체 저장 공급 능력의 약 43%와 작동 가스 용량의 55%를 차지했다. 이러한 운영자에는 콜럼비아 가스 송유관 회사, 도미니언 가스 송유관 회사, 내셔널 연료 가스 공급 회사, 아메리카 천연가스 파이프라인, 텍사스 가스 송유관 회사, 서던 스타 중앙 파이프라인 회사, 트랜스캐나다 코퍼레이션이 포함된다.

### 주내 파이프라인 회사 및 지역 배급 회사
주내 파이프라인 회사들은 운영 균형 및 시스템 공급뿐만 아니라 최종 사용 고객의 에너지 수요를 충족시키기 위해 저장 시설을 사용한다. LDC는 일반적으로 고객에게 직접 서비스를 제공하기 위해 저장된 가스를 사용한다. 이 그룹은 148개의 지하 저장소를 운영하며, 미국 전체 저장 공급 능력의 40%와 작동 가스 용량의 32%를 차지한다. 이러한 운영자에는 미국의 컨슈머스 에너지 회사와 노던 일리노이 가스 회사(니코르)가 포함되며, 캐나다에는 엔브리지와 유니언 가스가 포함된다.

### 독립 저장 서비스 제공자
지하 가스 저장 분야의 규제 완화 활동은 독립 저장 서비스 제공자들이 저장 시설을 개발하도록 유인했다. 이렇게 확보된 용량은 마케터 및 발전소와 같은 제3자 고객에게 임대될 것이다. 앞으로 더 많은 규제 완화가 이루어지면서 이 그룹이 더 많은 시장 점유율을 차지할 것으로 예상된다. 현재 미국에서 이 그룹은 전체 저장 공급 능력의 18%와 작동 가스 용량의 13%를 차지한다.
| 소유자 유형     | 사이트 수 | 작동 가스 용량 (109 ft3) | 일일 공급 능력 (106 ft3) |
| --------------- | --------- | ------------------------ | ------------------------ |
| 주간 파이프라인 | 172       | 2,197                    | 35,830                   |
| 주내 & LDC      | 148       | 1,292                    | 33,121                   |
| 독립            | 74        | 521                      | 14,681                   |

## 위치 및 분포

### 유럽
2011년 1월 기준으로 유럽에는 124개의 지하 저장 시설이 있었다.
가스 인프라 유럽(GIE)은 가스 저장 데이터베이스에 254개의 기존 시설 또는 계획된 확장을 보고한다.
대부분의 회원국은 연간 가스 소비량의 최소 15%를 충족하는 최소 저장 요구 사항을 가지고 있다. 2022년에는 11월 1일 기준 80%였으며, 2023년과 2024년에는 90%로 증가하고 2025년에는 83%로 감소할 것이다.

### 러시아
가스프롬은 주로 서부 러시아에 있는 대규모 계절성 저장소를 사용하여 국내 및 수출 수요의 큰 변동을 관리한다. 여름철 낮은 수요 시기에 저장소를 채우고 겨울철 높은 수요 시기에 공급한다. 2005년부터 2021년까지 평균 약 40십억 세제곱미터 (1.4조 세제곱피트)의 저장량이 이런 방식으로 사용되었으며, 2020/2021년에는 약 60십억 세제곱미터 (2.1조 세제곱피트)로 최고치를 기록했다.

### 미국
미국은 일반적으로 가스 소비 및 생산과 관련하여 세 가지 주요 지역으로 나뉜다. 이들은 소비 동부, 소비 서부, 생산 남부이다.

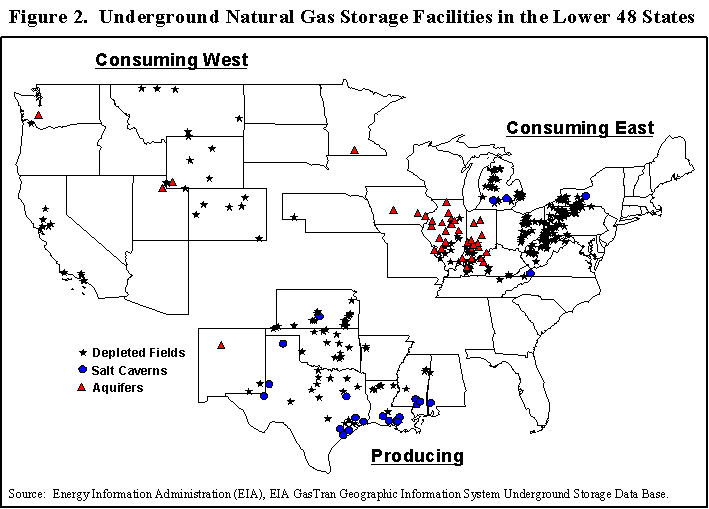
출처.

#### 소비 동부
특히 북부 주의 소비 동부 지역은 추운 겨울철 최고 수요를 충족시키기 위해 저장 가스에 크게 의존한다. 추운 겨울, 대규모 인구 중심지 및 발전된 인프라로 인해 이 지역이 다른 지역보다 가장 높은 작동 가스 저장 용량 수준과 가장 많은 저장소(주로 고갈된 저장소)를 보유하고 있는 것은 놀라운 일이 아니다. 지하 저장 외에도 LNG는 단기적으로 LDC에 보충 백업 및 피크 공급을 제공하는 데 점점 더 중요한 역할을 하고 있다. 이러한 LNG 시설의 총 용량이 규모 면에서 지하 저장 시설과 일치하지는 않지만, 단기적으로 높은 공급 가능성이 이를 보완한다.

#### 소비 서부
소비 서부 지역은 저장소 수와 가스 용량/공급 능력 면에서 가장 적은 가스 저장을 차지한다. 이 지역의 저장은 주로 캐나다에서 들어오는 국내 가스와 앨버타 가스가 비교적 일정한 속도로 흐르도록 하는 데 사용된다. 북부 캘리포니아에서 PG&E(Pacific Gas and Electric)는 3개 저장 시설에 걸쳐 약 100십억 세제곱피트 (2.8×109 세제곱미터)의 가스를 저장할 수 있는 지하 저장 용량을 가지고 있다. PG&E는 가스 가격이 저렴한 여름에 가스를 저장하여 구매한 가스가 비싼 겨울에 사용한다.

#### 생산 남부
생산 남부의 저장 시설은 시장 중심지와 연결되어 생산된 천연가스를 소비 지역으로 효율적으로 수출, 송전 및 분배하는 데 중요한 역할을 한다. 이러한 저장 시설은 즉시 시장성이 없는 가스를 나중에 사용하기 위해 저장할 수 있도록 한다.
| 지역 | 사이트 수 | 작동 가스 용량 (109 ft3) | 일일 공급 능력 (106 ft3) |
| ---- | --------- | ------------------------ | ------------------------ |
| 동부 | 280       | 2,045                    | 39,643                   |
| 서부 | 37        | 628                      | 9,795                    |
| 남부 | 98        | 1,226                    | 28,296                   |

### 캐나다
캐나다에서는 2006년에 저장된 최대 작동 가스량이 456십억 세제곱피트 (1.29×1010 세제곱미터)였다. 앨버타 저장량은 총 작동 가스량의 47.5%를 차지한다. 그 다음으로 온타리오가 39.1%, 브리티시컬럼비아가 7.6%, 서스캐처원이 5.1%, 마지막으로 퀘벡이 0.9%를 차지한다.

## 규제 및 규제 완화

### 미국
미국의 주간 파이프라인 회사들은 연방 에너지 규제 위원회(FERC)의 관할을 받는다. 1992년 이전에는 이 회사들이 시스템을 통해 흐르는 모든 가스를 소유했다. 여기에는 저장 시설의 가스도 포함되었으며, 이에 대해 완전한 통제권을 가지고 있었다. 그 후 FERC Order 636이 시행되었다. 이는 회사들에게 가스 저장을 포함한 시설을 개방형 접근 방식으로 운영하도록 요구했다. 가스 저장에 대해 이는 이러한 회사들이 시스템 무결성을 유지하는 데 필요한 용량만 예약할 수 있음을 의미했다. 나머지 용량은 비차별적인 방식으로 제3자에게 임대할 수 있었다. 개방형 접근은 가스 저장에 대한 광범위한 응용을 열었으며, 특히 이제 차익거래 기회를 활용할 수 있는 마케터들에게 그러했다. 시장 지배력이 부족함을 FERC에 입증할 수 없는 한, 모든 저장 용량은 비용 기반 가격 결정으로 가격이 책정될 것이며, 이 경우 시장 점유율을 얻기 위해 시장 기반 요율로 가격을 책정할 수 있다. FERC는 시장 지배력을 "..상당한 기간 동안 경쟁 수준보다 높은 가격을 수익성 있게 유지할 수 있는 판매자의 능력"으로 정의한다.
저장에 대한 근본적인 가격 구조는 가스 저장 부문의 발전을 저해했으며, 기존 시설 확장 외에 새로운 저장 시설 건설이 많지 않았다. 2005년 FERC는 특히 가스 저장을 목표로 하는 새로운 Order 678을 발표했다. 이 규정은 궁극적으로 천연가스 가격 변동성을 줄이기 위해 새로운 가스 저장 시설의 개발을 촉진하는 것을 목표로 한다. 위원장 조셉 T. 켈리허는 "1988년 이후 미국의 천연가스 수요는 24% 증가했다. 같은 기간 동안 가스 저장 용량은 1.4%만 증가했다. 저장 용량 건설이 천연가스 수요에 뒤처지는 동안, 우리는 기록적인 수준의 가격 변동성을 보았다. 이는 현재 저장 용량이 불충분하다는 것을 시사한다. 또한 올해는 기존 저장 용량이 이전 어느 해보다 훨씬 빨리 가득 찰 수 있다. 일부 분석가에 따르면, 이는 국내 가스 생산이 중단될 가능성을 높인다. 우리의 최종 규정은 가격 변동성을 줄이고 저장 용량을 확장하는 데 도움이 될 것이다."라고 언급했다.
이 판결은 천연가스 저장 개발자들이 시장 기반 요율을 부과할 수 있도록 두 가지 접근 방식을 열어주는 것을 목표로 한다. 첫 번째는 이용 가능한 파이프라인 용량, 지역 가스 생산 및 LNG 터미널과 같은 저장 대안을 포함하는 저장 관련 제품 시장의 재정의이다. 두 번째 접근 방식은 에너지 정책법 312조를 이행하는 것을 목표로 한다. 이는 신청자가 "시장 지배력이 입증되지 않았더라도, 시장 기반 요율이 공익에 부합하고 저장 서비스가 필요한 지역에 저장 용량 건설을 장려하는 데 필요하며 고객이 적절하게 보호되는 경우" 시장 기반 요율을 부과할 권한을 요청할 수 있도록 허용할 것이라고 위원회는 밝혔다. 이 새로운 명령은 특히 독립 저장 운영자와 같은 개발자들을 가까운 미래에 새로운 시설을 개발하도록 유인할 것으로 예상된다.

### 캐나다
앨버타주에서는 가스 저장 요금이 규제되지 않으며, 공급업체는 고객과 계약별로 요금을 협상한다. 그러나 ATCO 가스가 소유한 탄소 시설은 ATCO가 공공 사업 회사이기 때문에 규제를 받는다. 따라서 ATCO 가스는 고객에게 비용 기반 요금을 청구해야 하며, 추가 용량은 시장 기반 요금으로 판매할 수 있다. 온타리오주에서는 가스 저장이 온타리오 에너지 위원회의 규제를 받는다. 현재 사용 가능한 모든 저장은 수직 통합 유틸리티 회사가 소유하고 있다. 유틸리티 회사들은 고객에게 판매하는 저장 용량을 비용 기반 요금으로 책정해야 하지만, 남은 용량은 시장 기반 요금으로 판매할 수 있다. 독립 저장 개발자가 개발한 저장은 시장 기반 요금을 부과할 수 있다. 브리티시컬럼비아주에서는 가스 저장이 규제되지 않는다. 사용 가능한 모든 저장 용량은 시장 기반 요금으로 판매된다.

### 영국
가스 저장, 운송 및 판매 규제는 Ofgem (정부 규제 기관)이 감독한다. 이는 1986년 가스 산업이 민영화된 이후부터 적용되어 왔다. 대부분의 가스 저장 형태는 트랜스코(현재 내셔널 그리드 plc의 일부)가 소유했지만, 현재 전국 네트워크는 대부분 여러 회사에 의해 소유되는 지역 네트워크로 분해되었으며, 이들 모두 여전히 Ofgem의 감독을 받는다.

## 저장 경제학

### 저장 개발 비용
에너지 부문의 모든 인프라 투자와 마찬가지로 저장 시설 개발은 자본 집약적이다. 투자자들은 일반적으로 이러한 프로젝트의 타당성을 평가하는 데 투자 수익률을 재무 지표로 사용한다. 규제 대상 프로젝트의 경우 투자자들은 12%에서 15% 사이의 수익률을 요구하며, 규제 대상이 아닌 프로젝트의 경우 20%에 가까운 수익률을 요구하는 것으로 추정된다. 규제 대상이 아닌 프로젝트에서 더 높은 기대 수익률은 시장 위험이 더 높다고 인식되기 때문이다. 또한 잠재적인 저장 부지의 적합성을 결정하기 위한 계획 및 위치 선정 과정에서 상당한 비용이 발생하여 위험이 더욱 증가한다.
시설 건설을 위한 자본 지출은 주로 저장소의 물리적 특성에 따라 달라진다. 무엇보다도 저장 시설의 개발 비용은 저장 필드의 유형에 크게 좌우된다. 일반적인 경험칙으로, 소금 동굴은 작동 가스 용량 기준으로 개발 비용이 가장 비싸다. 그러나 이러한 시설의 가스는 반복적으로 순환될 수 있으므로, 공급 능력 기준으로 보면 비용이 덜 들 수 있다는 점을 명심해야 한다. 소금 동굴 시설은 작동 가스 용량 10억 입방피트당 1,000만 달러에서 2,500만 달러 사이의 비용이 들 수 있다. 넓은 가격 범위는 지질학적 요구 사항을 결정하는 지역 차이 때문이다. 이러한 요인에는 필요한 압축 마력의 양, 지표면 유형 및 지질 구조의 품질 등이 있다. 고갈된 저장소는 작동 가스 용량 10억 입방피트당 500만 달러에서 600만 달러 사이의 비용이 든다. 마지막으로 새로운 저장 시설을 건설할 때 발생하는 또 다른 주요 비용은 기저 가스 비용이다. 저장소의 기저 가스 양은 대수층의 경우 최대 80%에 달할 수 있어 가스 가격이 높을 때 개발하기에는 매우 매력적이지 않다. 반면, 소금 동굴은 가장 적은 양의 기저 가스를 필요로 한다. 높은 기저 가스 비용은 새로운 시설 개발보다 기존 부지 확장을 추진하는 요인이다. 이는 확장이 기저 가스에 거의 추가되지 않기 때문이다.
이러한 프로젝트로부터 기대되는 현금 흐름은 여러 요인에 따라 달라진다. 여기에는 시설이 제공하는 서비스와 운영되는 규제 정권이 포함된다. 주로 상품 차익거래 기회를 활용하기 위해 운영되는 시설은 주로 계절별 공급 신뢰성을 보장하는 데 사용되는 시설과는 다른 현금 흐름 이점을 가질 것으로 예상된다. 규제 기관이 정한 규칙은 시장 모델에 따라 저장 시설 소유자가 얻는 이익을 제한하거나 보장할 수 있다.

### 저장 가치 평가
가스 저장의 경제학을 이해하려면 그 가치를 평가할 수 있어야 한다. 몇 가지 접근 방식이 제안되었다. 여기에는 다음이 포함된다.
- 서비스 비용 가치 평가
- 최소 비용 계획
- 계절별 가치 평가
- 옵션 기반 가치 평가

다양한 가치 평가 모드는 현실 세계에서 공존하며 상호 배타적이지 않다. 구매자와 판매자는 일반적으로 다양한 가격을 조합하여 저장의 실제 가치를 산출한다. 아래 표에서 다양한 가치 평가와 생성되는 가격의 예를 찾을 수 있다.
| 유형                                          | 작동 가스 1천 입방피트당 달러 |
| --------------------------------------------- | ----------------------------- |
| 서비스 비용 중앙값                            | $0.64                         |
| 2004년 8월 기준 2005/06년 겨울의 내재 가치    | $0.47-$0.62                   |
| 최소 비용 계획 (고갈된 저장소)                | $0.70-$1.10                   |
| 소금 동굴의 가상 서비스 비용                  | $2.93                         |
| 소금 동굴 (고갈된 저장소)의 내재 및 외재 가치 | $1.60-$1.90                   |

#### 서비스 비용 가치 평가
이 가치 평가 모드는 일반적으로 규제된 저장, 예를 들어 주간 파이프라인 회사에서 운영하는 저장의 가치를 평가하는 데 사용된다. 이 가격 결정 방법은 개발자가 비용과 합의된 투자 수익을 회수할 수 있도록 한다. 규제 기관은 요금과 관세가 유지되고 공개적으로 게시되어야 한다고 요구한다. 이 회사들이 제공하는 서비스에는 확정 및 중단 가능한 저장뿐만 아니라 통지 없는 저장 서비스도 포함된다. 일반적으로 서비스 비용 가격은 고갈된 저장소 시설에 사용된다. 만약 소금 동굴 지층에 가격을 책정하는 데 사용된다면, 그러한 시설의 높은 개발 비용으로 인해 비용이 매우 높을 것이다.

#### 최소 비용 계획
이 가치 평가 모드는 일반적으로 지역 배급 회사(LDC)가 사용한다. 다른 더 비싼 옵션에 의존할 필요가 없어서 발생하는 절감액에 따라 저장 가격을 책정하는 방식이다. 이 가격 책정 모드는 소비자와 각자의 부하 프로필/형태에 따라 달라진다.

#### 계절별 가치 평가
저장의 계절별 가치 평가는 내재 가치라고도 한다. 이는 한 쌍의 선물 가격에서 두 가격 간의 차이로 평가된다. 이는 물리적으로 또는 재정적으로 선물 스프레드를 고정할 수 있다는 아이디어를 기반으로 한다. 저장 시설 건설의 타당성을 연구하려는 개발자는 일반적으로 장기 가격 스프레드를 살펴볼 것이다.

#### 옵션 기반 가치 평가
내재 가치 외에도 저장에는 외재 가치도 있을 수 있다. 저장의 내재 가치 평가는 높은 공급 능력을 가진 저장의 순환 능력을 고려하지 않는다. 외재 가치 평가는 소금 동굴 지층과 같은 시설에서 공간의 일부가 한 번 이상 사용될 수 있어 가치를 증가시킨다는 사실을 반영한다. 이러한 높은 공급 능력 저장 시설은 사용자가 단일 주기 시설의 경우와 같이 계절적 변동뿐만 아니라 한 시즌 내 또는 주어진 날 동안의 수요/가격 변동에 대응할 수 있도록 한다.

### 천연가스 가격이 저장에 미치는 영향
일반적으로 아래 그래프에서 볼 수 있듯이, 높은 가스 가격은 일반적으로 낮은 저장 기간과 관련이 있다. 일반적으로 재충전 시즌(4월~10월) 초에 가격이 높으면 많은 저장 사용자들은 관망하는 태도를 취한다. 그들은 난방 시즌(11월~3월)이 시작되기 전에 가격이 떨어질 것을 예상하여 가스 섭취를 제한한다. 그러나 이러한 감소가 발생하지 않으면 그들은 높은 가격으로 천연가스를 구매할 수밖에 없다. 이는 특히 고객의 계절적 수요를 충족시키기 위해 저장에 의존하는 지역 배급 및 기타 운영자에게 해당된다. 반면에 저장소를 마케팅 도구(헤지 또는 투기)로 사용하는 다른 저장 사용자들은 가격이 높을 때 많은 가스를 저장하는 것을 미룰 것이다.

## 저장 기술의 미래
가스 저장 분야에서는 가스를 저장하는 새롭고 개선되며 경제적인 방법을 식별하기 위한 다양한 연구가 진행되고 있다. 미국 에너지부가 수행하는 연구에 따르면 소금 지층을 냉각시켜 더 많은 가스를 저장할 수 있다. 이렇게 하면 처리해야 할 지층의 크기가 줄어들고 소금 추출량이 줄어든다. 이는 소금 지층 저장 시설 유형의 개발 비용을 절감할 것이다.
또한, 가스를 저장할 수 있는 다른 지층, 예를 들어 화강암과 같은 단단한 암석 지층이 해당 지층이 존재하고 현재 가스 저장에 사용되는 다른 유형이 존재하지 않는 지역에서 연구되고 있다.
스웨덴에서는 "라이닝 암반 동굴"이라는 새로운 유형의 저장 시설이 건설되었다. 이 저장 시설은 언덕 암반의 동굴에 강철 탱크를 설치하고 콘크리트로 둘러싸는 것으로 구성된다. 이러한 시설의 개발 비용은 상당히 비싸지만, 소금 지층 시설과 유사하게 가스를 여러 번 순환시킬 수 있는 능력이 이를 상쇄한다. 마지막으로, 에너지부에서 후원하는 또 다른 연구 프로젝트는 하이드레이트이다. 하이드레이트는 천연가스가 물과 함께 얼 때 형성되는 화합물이다. 이점은 표준 천연가스 181입방피트를 단일 입방피트의 하이드레이트에 저장할 수 있다는 것이다.

## 같이 보기
- 천연가스 가격
- 천연가스 처리
- 이산화 탄소 (CO2)
- 압축천연가스 (CNG)
- 주유소
- 미래 에너지 개발
- 수소저장
- 북미 천연가스 파이프라인 목록
- 지하 수소 저장
- 증기 개질
- 전략적 천연가스 비축량
- 세계 에너지 소비